# جو فليتشير (لاعب كرة قدم)
جو فليتشير (بالإنجليزية: Joe Fletcher)‏ هو لاعب كرة قدم بريطاني في مركز الهجوم، ولد في 25 سبتمبر 1946 في مانشستر في المملكة المتحدة. لعب مع نادي بارو وويغان أتلتيك.